# اسپلتر (ویرجینیای غربی)
اسپلتر(به انگلیسی: Spelter) شهری در ایالت ویرجینیای غربی کشور ایالات متحده آمریکا است که جمعیت آن در سرشماری سال ۲۰۱۰ میلادی، ۳۴۶ نفر بوده‌است.